# تونیا بوفورد-بیلی
تونیا بوفورد-بیلی (انگلیسی: Tonja Buford-Bailey؛ زادهٔ december ۱۳, ۱۹۷۰ (۵۴ سال)) ورزشکار دو و میدانی اهل ایالات متحده آمریکا است.
وی در مسابقات کشوری و بین‌المللی در مجموع برندهٔ ۱ مدال نقره، ۱ مدال برنز شده‌است.